# Nagari Koto Panjang
Nagari Koto Panjang is een bestuurslaag in het regentschap Agam van de provincie West-Sumatra, Indonesië. Nagari Koto Panjang telt 2677 inwoners (volkstelling 2010).